# Ферьял (принцесса Египта)
Принцесса Ферьял Фарук (также Фариал, Фериал; араб. الأميرة فريال‎; 17 ноября 1938 — 29 ноября 2009 годы) –– старший ребёнок предпоследнего монарха Египта, короля Фарука.

## Ранняя жизнь
Принцесса Ферьял родилась 17 ноября 1938 года. На момент её рождения королю Фаруку было восемнадцать лет, а его жене Фариде — семнадцать. Её рождение было ознаменовано общенациональными торжествами, которые включали раздачу одежды и бесплатных завтраков тысячам бедняков. Кроме того, каждой из 1700 семей младенцев, родившихся в тот же день, был выдан один египетский фунт, что в то время было большой суммой. Позже у короля Фарука и его жены родились ещё две дочери, принцессы Фавзия и Фадия. В поисках наследника король Фарук развелся с королевой Фаридой в 1949 году и женился на Нариман Садик. Этот брак произвел на свет Фуада II, единокровного брата Ферьял и последнего короля Египта.

## Жизнь в изгнании
В 1952 году революция свободных офицеров отправила королевскую семью в изгнание в Италию. Ферьял покинула Египет в возрасте 13 лет на королевской яхте «Махрусса». Семья находилась в изгнании в Неаполе, Капри и Риме. Переписка Ферьял со своей матерью Фаридой показывает, что ей было очень грустно уезжать из Египта, особенно от людей, которых она знала и любила там.
Ферьял не могла вернуться в Египет, пока Насер оставался у власти. Лишь в 1973 году, через три года правления Садата, ей разрешили въезд в страну и выдали египетский паспорт. Позже она проводила лето в Египте со своей дочерью Ясмин в гостях у родственников.

### Образование
По воле своего отца Фарука принцесса Ферьял и её сестры получили образование в частном порядке, а затем в школе-интернате Гранд Верже в Лютри, Швейцария. Их мать оставалась в Египте в течение 10 лет после их изгнания, в конце концов переехав в Ливан, а затем воссоединившись с ними в Швейцарии.

### Семейная жизнь
Король Фарук был очень строгим родителем. Например, во время изгнания требовал, чтобы сестры получали разрешение даже на такие вещи, как стрижка и нанесение лака для ногтей. Отец дал Ферьял разрешение преподавать в сектантской школе в Лозанне с условием, что она сохранит свою личность в секрете.
Ферьял прожила большую часть своей жизни в пределах Монтрё, где преподавала набор текста и французскую литературу. Позже, когда она вышла замуж, совместно с мужем управляла гостиницей в этом районе.
В 1966 году она вышла замуж за швейцарца Жан-Пьера Перретена в Вестминстере, Лондон. Перретен был сыном швейцарского отельера и принял ислам, чтобы сделать брак возможным. Он взял имя Самир Шериф как часть своего обращения.
В 1967 году у них родилась дочь Ясмин Перретен-Шаарави. В 2004 году она вышла замуж за Али Шаарави, внука Худы Шаарави, культовой египетской писательницы и феминистки.
Ферьял и Перретен развелись вскоре после рождения дочери. Ферьял не вышла замуж повторно.
После того как мать, Фарида, умерла в 1988 году, сестрам было предложено подать иск против правительства Египта по поводу их владения королевским дворцом в дельте Нила. Сестры считали, что земля и имущество принадлежат их матери, и что после её смерти они стали законными владельцами собственности. Однако египетский суд вынес решение против них, потому что развод их родителей аннулировал притязания их матери на землю ещё до того, как все королевское имущество было изъято во время революции.
Принцесса Ферьял провела остаток своей жизни вне поля зрения общественности, заботясь о своих брате и сестрах. Её сестра Фавзия страдала от рассеянного склероза и умерла в 2005 году. Её брат Фуад пережил глубокую депрессию после развода с женой Доминик-Франс Пикар. Хотя Ферьял не поддерживала этот брак, она сопереживала брату.

## Смерть
Принцесса Ферьял умерла в больнице 29 ноября 2009 года в возрасте 71 года в Монтрё, Швейцария, где проходила лечение от рака желудка, который диагностировали у неё в 2002 году.
Ферьял была похоронена вместе со своей семьей в мавзолее Хедиваль в мечети Рифаи в Каире. Здесь похоронены все члены династии Мухаммада Али.